# Lucus Planum
Lucus Planum est une étendue plane élevée (planum) située principalement dans l'hémisphère sud de la planète Mars.